# Bill James (baseball)
Pour les articles homonymes, voir Bill James (homonymie) et James.
George William James dit Bill James, né le 9 octobre 1949 à Holton (Kansas), est un historien américain du baseball. Il utilise massivement les statistiques dans ses études. En 2006, le Time le cite parmi les 100 personnes les plus influentes au monde. Consultant pour les Red Sox de Boston depuis 2002, il est introduit en 2010 au Irish American Baseball Hall of Fame.

## Biographie
Diplômé de l'Université du Kansas en anglais, économique et éducation, Bill James rédige ses premiers articles sur le baseball, notamment pour Baseball Digest, à son retour de la Guerre du Viet Nam. Il exploite particulièrement les nombreuses données statistiques disponibles et publie en 1977 son premier Baseball Abstract qui fait la part belles aux données chiffrées. Son influence vers une approche sabermétrique, du nom de la SABR, est majeure. C'est d'ailleurs Bill James qui forge le terme sabermetric en 1986 désignant une approche statistique de l'histoire du baseball. James précise qu'il s'agit d'une « approche objective du baseball ». Moneyball: The Art of Winning an Unfair Game de Michael Lewis retrace l'histoire de cette approche, notamment sa mise en place par Billy Beane, manager général des Athletics d'Oakland dans les années 2000.
Membre de la Society for American Baseball Research, il reçoit le Casey Award de Spitball magazine en 1986 pour The Bill James Historical Baseball Abstract. En 2010, il fait partie de la promotion inaugurale du Henry Chadwick Award de la SABR.
Marié et père de trois enfants, il vit à Lawrence (Kansas). Il apparait dans la série télévisée Les Simpson, dans l'épisode MoneyBART diffusé aux États-Unis le 10 octobre 2010.